# Alluyes
Alluyes település Franciaországban, Eure-et-Loir megyében. Lakosainak száma 758 fő (2022. január 1.). Alluyes Bouville, Bonneval, Trizay-lès-Bonneval és Dangeau községekkel határos.

## Népesség
A település népességének változása:
| Lakosok száma | 720  | 548  | 577  | 677  | 767  | 765  | 760  | 747  | 751  | 758  |
|               | 1968 | 1982 | 1990 | 2006 | 2013 | 2015 | 2017 | 2019 | 2020 | 2022 |